# Stefan Panić
Stefan Panić (in serbo Стефан Панић?; Topola, 20 settembre 1992) è un calciatore serbo, difensore dell'RFS Riga.

## Palmarès

### Club

#### Competizioni nazionali
- Campionato lettone: 5

Riga FC: 2018, 2019, 2020, 2023, 2024
- Coppa di Lettonia: 1

RFS Riga: 2024